# José Eugenio de Olavide
José Eugenio de Olavide y Landazábal (Madrid, 1836-Madrid, 1901) fue un médico dermatólogo español.

## Biografía
Nació en 1836 en Madrid. Doctor en Medicina, fue director del Hospital de San Juan de Dios, en Madrid, así como de su laboratorio histoquímico. Destacó en el campo de la dermatología. Fue miembro de número de la Real Academia Nacional de Medicina. Autor de notables obras científicas, entre ellas Dermatología general y clínica iconográfica de enfermedades de la piel o dermatosis (1871-73), fue redactor de La España Médica (1856-1858) y El Especialista (1859-1869). Falleció el 1 de marzo de 1901 en su ciudad natal. Sus restos se encuentran en el Cementerio Sacramental de Santa María de Madrid.[cita requerida]